# Rimanova površina
U matematici, a posebno u kompleksnoj analizi, Rimanova površina je jednodimenziona kompleksna mnogostrukost. Ove površine je prvi proučavao Bernhard Riman, te po njemu nose ime. Rimanove površine se mogu smatrati deformisanim verzijama kompleksne ravni: lokalno blizu svake tačke izgledaju kao segmenti složene ravni, ali globalna topologija može biti sasvim drugačija. Na primer, one mogu izgledati kao sfera ili torus ili nekoliko listova zalepljenih zajedno.
Glavni interes u Rimanove površine potiče od toga da holomorfne funkcije mogu biti definisane između njih. Rimanove površine se danas smatraju prirodnom postavkom za proučavanje globalnog ponašanja ovih funkcija, posebno multivrednosnih funkcija kao što su kvadratni koren i druge algebarske funkcije ili logaritam.
Svaka Rimanova površina je dvodimenzionalna realna analitička mnogostrukost (tj. površina), ali sadrži više struktura (konkretno kompleksne strukture) koje su potrebne za nedvosmislenu definiciju holomorfnih funkcija. Dvodimenzionalna realna mnogostrukost se može pretvoriti u Rimanovu površinu (obično na nekoliko neekvivalentnih načina) ako i samo ako je ona orijentisana i merljiva. Dakle, sfera i torus prihvataju složene strukture, dok Mebijusova traka, Klejnova boca i realna projektivna ravan to ne čine.
Geometrijske činjenice o Rimanovim površinama su veoma intuitivne, i one su često motivacija za generalizaciju do drugih krivih, mnogostrukosti ili varijeteta. Teorema Riman-Roča je sjajan primer ovog uticaja.

## Definicije
Postoji nekoliko ekvivalentnih definicija Rimanove površine.
1. Rimanova površina X je povezana kompleksna mnogostrukost komplesne dimenzije jedan. To znači da je X povezani Hausdorfov prostor koji ima atlas grafikona na otvorenom jediničnom disku kompleksne ravni: za svaku tačku x ∈ X postoji susedstvo od x koje je homeomorfno na disku otvorene jedinice kompleksne ravni, i tranzicione mape između dva preklapajuća grafikona moraju biti holomorfne.
2. Rimanova površina je orijentisana mnogostrukost (realne) dimenzije dva - dvostrana površ - zajedno s konformalnom strukturom. Ponovo, mnogostrukost znači da je lokalno u bilo kojoj tački x iz X, prostor homeomorfan na podskupu realne ravni. Dodatak „Rimanova” označava da X poseduje dodatnu strukturu koja omogućava merenje ugla na mnogostrukosti, naime, ekvivalentnu klasu takozvanih Rimanovih metrika. Dve takve metrike smatraju se ekvivalentnim ako su uglovi koje mere jednaki. Izbor klase ekvivalencije metrika na X je dodatni podatak konformalne strukture.

Kompleksna struktura stvara konformalnu strukturu odabirom standardne Euklidske metrike date na kompleksnoj ravni i prenoseći je u X pomoću grafikona. Teže je pokazati da konformalna struktura određuje kompleksnu strukturu.

## Literatura
- Farkas, Hershel M.; Kra, Irwin (1980), Riemann Surfaces (2nd изд.), Berlin, New York: Springer-Verlag, ISBN 978-0-387-90465-8
- Pablo Arés Gastesi, Riemann Surfaces Book.
- Hartshorne, Robin (1977), Algebraic Geometry, Berlin, New York: Springer-Verlag, ISBN 978-0-387-90244-9, MR 0463157, OCLC 13348052, esp. chapter IV.
- Jost, Jürgen (2006), Compact Riemann Surfaces, Berlin, New York: Springer-Verlag, стр. 208—219, ISBN 978-3-540-33065-3
- Papadopoulos, Athanase, ур. (2007), Handbook of Teichmüller theory. Vol. I, IRMA Lectures in Mathematics and Theoretical Physics, 11, European Mathematical Society (EMS), Zürich, ISBN 978-3-03719-029-6, MR 2284826, doi:10.4171/029
- Papadopoulos, Athanase, ур. (2009), Handbook of Teichmüller theory. Vol. II, IRMA Lectures in Mathematics and Theoretical Physics, 13, European Mathematical Society (EMS), Zürich, ISBN 978-3-03719-055-5, MR 2524085, arXiv:math/0511271 , doi:10.4171/055
- Papadopoulos, Athanase, ур. (2012), Handbook of Teichmüller theory. Vol. III, IRMA Lectures in Mathematics and Theoretical Physics, 19, European Mathematical Society (EMS), Zürich, ISBN 978-3-03719-103-3, doi:10.4171/103
- Siegel, Carl Ludwig (1955), „Meromorphe Funktionen auf kompakten analytischen Mannigfaltigkeiten”, Nachrichten der Akademie der Wissenschaften in Göttingen. II. Mathematisch-Physikalische Klasse, 1955: 71—77, ISSN 0065-5295, MR 0074061
- Weyl, Hermann (2009) [1913], The concept of a Riemann surface (3rd изд.), New York: Dover Publications, ISBN 978-0-486-47004-7, MR 0069903
- Kodaira, Kunihiko. Complex Manifolds and Deformation of Complex Structures. Classics in Mathematics. Springer. ISBN 3-540-22614-1.
- Kobayashi, Shoshichi (1970). Transformation Groups in Differential Geometry (First изд.). Springer. ISBN 3-540-05848-6.
- Slovák, Jan (1993). Invariant Operators on Conformal Manifolds. Research Lecture Notes, University of Vienna (Dissertation).
- Sternberg, Shlomo (1983). Lectures on differential geometry. New York: Chelsea. ISBN 0-8284-0316-3.
- le Bruyn, Lieven (2008), Klein's dessins d'enfant and the buckyball
- Bryant, Robin P.; Singerman, David (1985), „Foundations of the theory of maps on surfaces with boundary”, Quarterly Journal of Mathematics, Second Series, 36 (141): 17—41, MR 780347, doi:10.1093/qmath/36.1.17
- Girondo, Ernesto; González-Diez, Gabino (2012), Introduction to compact Riemann surfaces and dessins d'enfants, London Mathematical Society Student Texts, 79, Cambridge: Cambridge University Press, ISBN 978-0-521-74022-7, Zbl 1253.30001
- Grothendieck, A. (1984), Esquisse d'un programme
- Hamilton, W. R. (17. 10. 1856), Letter to John T. Graves "On the Icosian". Collected in Halberstam, H.; Ingram, R. E., ур. (1967), Mathematical papers, Vol. III, Algebra, Cambridge: Cambridge University Press, стр. 612—625
- Jones, Gareth (1995), „Dessins d'enfants: bipartite maps and Galois groups”, Séminaire Lotharingien de Combinatoire, B35d: 4, Архивирано из оригинала 8. 4. 2017. г., Приступљено 2. 6. 2010
- Jones, Gareth; Singerman, David (1978), „Theory of maps on orientable surfaces” (PDF), Proceedings of the London Mathematical Society, 37 (2): 273—307, doi:10.1112/plms/s3-37.2.273
- Klein, Felix (1878—79), „Über die Transformation der elliptischen Funktionen und die Auflösung der Gleichungen fünften Grades (On the transformation of elliptic functions and ...)”, Mathematische Annalen, 14: 13—75 (in Oeuvres, Tome 3), doi:10.1007/BF02297507, Архивирано из оригинала 19. 7. 2011. г., Приступљено 2. 6. 2010
- Klein, Felix (1878—79), „Über die Transformation siebenter Ordnung der elliptischen Funktionen (On the seventh order transformation of elliptic functions)”, Mathematische Annalen, 14: 90—135 (in Oeuvres, Tome 3), doi:10.1007/BF01677143, Архивирано из оригинала 24. 2. 2012. г., Приступљено 1. 3. 2020
- Klein, Felix (1879), „Ueber die Transformation elfter Ordnung der elliptischen Functionen (On the eleventh order transformation of elliptic functions)”, Mathematische Annalen, 15 (3–4): 533—555, doi:10.1007/BF02086276, collected as pp. 140–165 in Oeuvres, Tome 3.
- Lando, Sergei K.; Zvonkin, Alexander K. (2004), Graphs on Surfaces and Their Applications, Encyclopaedia of Mathematical Sciences: Lower-Dimensional Topology II, 141, Berlin, New York: Springer-Verlag, ISBN 978-3-540-00203-1, Zbl 1040.05001.  See especially chapter 2, "Dessins d'Enfants", pp. 79–153.
- Schneps, Leila, ур. (1994), The Grothendieck Theory of Dessins d'Enfants, London Mathematical Society Lecture Note Series, Cambridge: Cambridge University Press, ISBN 978-0-521-47821-2
- Schneps, Leila; Lochak, Pierre, ур. (1997), Geometric Galois actions II. The inverse Galois problem, moduli spaces and mapping class groups. Proceedings of the conference on geometry and arithmetic of moduli spaces, Luminy, France, August 1995, London Mathematical Society Lecture Note Series, 243, Cambridge University Press, ISBN 0-521-59641-6, Zbl 0868.00040
- Shabat, G.B.; Voedvodsky, V.A. (2007) [1990], „Drawing curves over number fields”,  Ур.: Cartier, P.; Illusie, L.; Katz, N.M.; Laumon, G.; Manin, Yu.I.; Ribet, K.A., The Grothendieck Festschrift Volume III, Modern Birkhäuser Classics, Birkhäuser, стр. 199—227, ISBN 978-0-8176-4568-7, Zbl 0790.14026
- Singerman, David; Syddall, Robert I. (2003), „The Riemann Surface of a Uniform Dessin”, Beiträge zur Algebra und Geometrie (Contributions to Algebra and Geometry), 44 (2): 413—430, MR 2017042, Zbl 1064.14030
- Zapponi, Leonardo (avgust 2003), „What is a Dessin d'Enfant” (PDF), Notices of the American Mathematical Society, 50 (7): 788—789, Zbl 1211.14001
- Amorós, Jaume; Burger, Marc; Corlette, Kevin; Kotschick, Dieter; Toledo, Domingo (1996), Fundamental Groups of Compact Kähler Manifolds, Mathematical Surveys and Monographs, 44, American Mathematical Society, ISBN 978-0-8218-0498-8, MR 1379330, doi:10.1090/surv/044
- Barth, Wolf P.; Hulek, Klaus; Peters, Chris A.M.; Van de Ven, Antonius (2004) [1984], Compact Complex Surfaces, Springer, ISBN 978-3-540-00832-3, MR 2030225, doi:10.1007/978-3-642-57739-0
- Cannas da Silva, Ana (2001), Lectures on Symplectic Geometry, Lecture Notes in Mathematics, 1764, Springer, ISBN 978-3540421955, MR 1853077, doi:10.1007/978-3-540-45330-7
- Griffiths, Phillip; Harris, Joseph (1994) [1978]. Principles of Algebraic Geometry. John Wiley & Sons. ISBN 978-0-471-05059-9. MR 0507725.
- Kähler, Erich (1933), „Ùber eine bemerkenswerte Hermitesche Metrik”, Abh. Math. Sem. Univ. Hamburg, 9: 173—186, JFM 58.0780.02, doi:10.1007/BF02940642
- Huybrechts, Daniel (2005), Complex Geometry: An Introduction, Springer, ISBN 978-3-540-21290-4, MR 2093043
- Kobayashi, Shoshichi; Nomizu, Katsumi (1996) [1969], Foundations of Differential Geometry, 2, John Wiley & Sons, ISBN 978-0-471-15732-8, MR 1393941
- Moroianu, Andrei (2007), Lectures on Kähler Geometry, London Mathematical Society Student Texts, 69, Cambridge University Press, ISBN 978-0-521-68897-0, MR 2325093, arXiv:math/0402223 , doi:10.1017/CBO9780511618666
- Voisin, Claire (2004), „On the homotopy types of compact Kähler and complex projective manifolds”, Inventiones Mathematicae, 157 (2): 329—343, Bibcode:2004InMat.157..329V, MR 2076925, arXiv:math/0312032 , doi:10.1007/s00222-003-0352-1
- Zheng, Fangyang (2000), Complex Differential Geometry, American Mathematical Society, ISBN 978-0-8218-2163-3, MR 1777835

## Spoljašnje veze
- Hazewinkel Michiel, ур. (2001). „Riemann surface”. Encyclopaedia of Mathematics. Springer.  978-1556080104.
- G.V. Bushmanova (2001). „Conformal geometry”.  Ур.: Hazewinkel Michiel. Encyclopaedia of Mathematics. Springer.  978-1556080104.
- Hazewinkel Michiel, ур. (2001). „Kähler manifold”. Encyclopaedia of Mathematics. Springer.  978-1556080104.
- Moroianu, Andrei (2004), Lectures on Kähler Geometry (PDF)